# L’Hôpital-d’Orion
L’Hôpital-d’Orion ist eine französische Gemeinde mit 131 Einwohnern (Stand 1. Januar 2022) im Département Pyrénées-Atlantiques in der Region Nouvelle-Aquitaine (vor 2016: Aquitanien). Die Gemeinde gehört zum Arrondissement Oloron-Sainte-Marie und zum Kanton Orthez et Terres des Gaves et du Sel (bis 2015: Kanton Sauveterre-de-Béarn).

## Geographie
L’Hôpital-d’Orion liegt circa 40 Kilometer nordwestlich von Oloron-Sainte-Marie in der historischen Provinz Béarn.
Umgeben wird der Ort von den Nachbargemeinden:
|                 | Salles-Mongiscard                           | Lanneplaà         |
| Salies-de-Béarn | Kompassrose, die auf Nachbargemeinden zeigt | Ozenx-Montestrucq |
|                 | Orion                                       |                   |

L’Hôpital-d’Orion liegt im Einzugsgebiet des Flusses Adour.
Der Saleys, ein Nebenfluss des Gave d’Oloron, durchströmt das Gemeindegebiet zusammen mit seinen Zuflüssen
- Arriou de Laspecès und sein Nebenfluss Arriou de Bugnein,
- Arriou de Bernata,
- Ruisseau de Laborde,
- Arriou de Mondran und
- Ruisseau de Beigmau.

Der Ruisseau des Moulins, auch Arriou de Cassou genannt, ist ein Zufluss des Laâ und entspringt auf dem Gebiet der Gemeinde.

## Geschichte

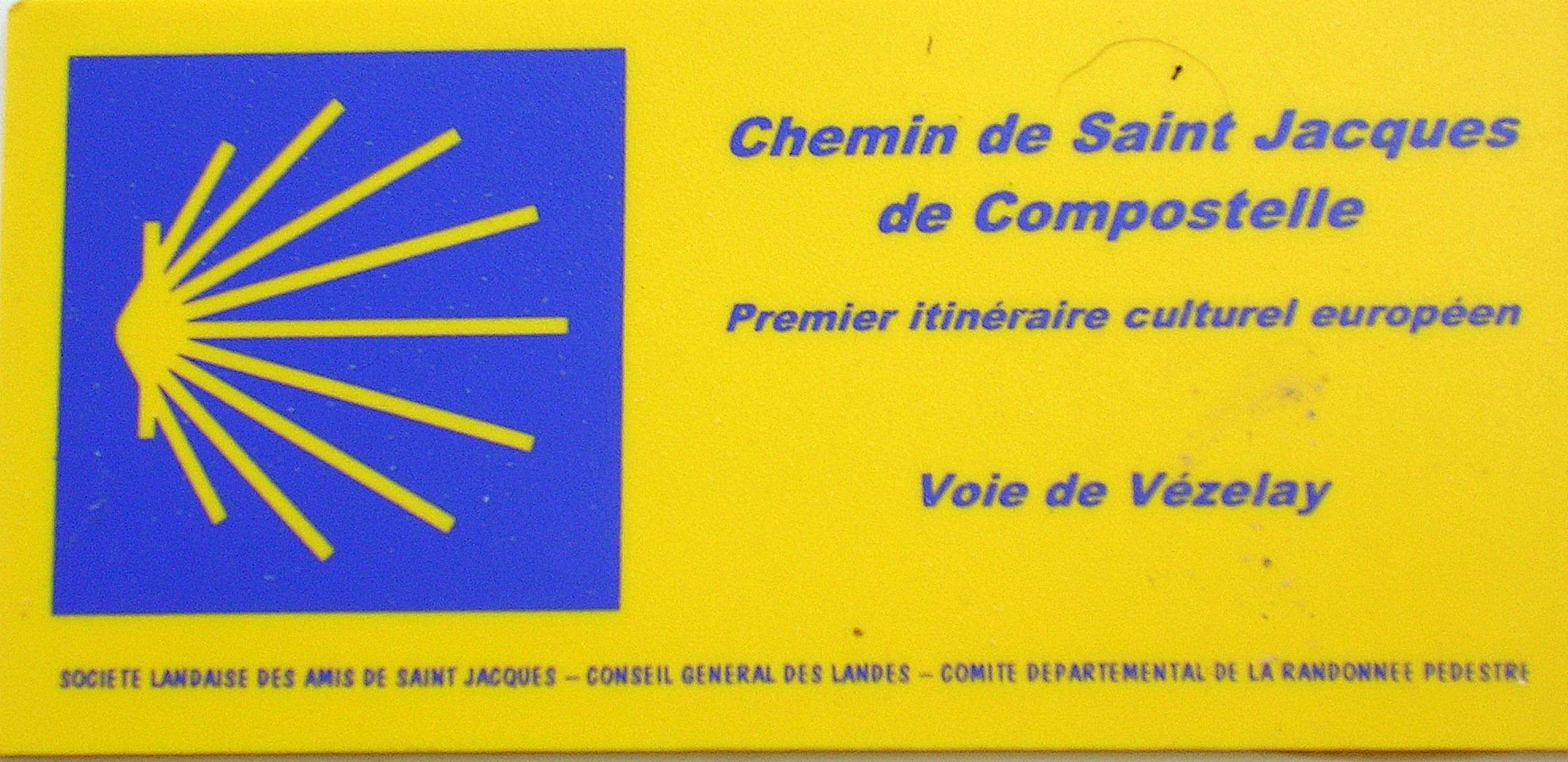
Markierung des Jakobswegs

Der Name der Gemeinde hat seinen Ursprung in einer Pilgerherberge, denn L’Hôpital-d’Orion liegt an einem der vier historischen „Wege der Jakobspilger in Frankreich“ nach Santiago de Compostela. Die in jener Zeit bedeutsame Komturei, die sicherlich vom Malteserorden abhängig war, wurde 1114 von Gaston IV., genannt der Kreuzfahrer, Vicomte von Béarn, gegründet.
In der Volkszählung des Béarn im Jahre 1385 wurden 27 Haushalte gezählt, die sich rund um die Kirche angesiedelt haben, und vermerkt, dass das Dorf zur Bailliage von Sauveterre gehört. In der Folgezeit wurde die Pfarrgemeinde in drei Ortsviertel aufgeteilt: les Sept Bordes, l’Hôpital und la Commande de l’Hôpital, wobei das erste unter die Bailliage von Navarrenx fiel, die beiden anderen an die Bailliage von Larbeig, ein Archidiakonat des Bistums Lescar. 1544 wechselte erneut die Gerichtsbarkeit. les Sept Bordes gehörte fortan zur Bailliage von Sauveterre, die beiden anderen von Montestrucq.
Gemäß dem Chronisten Jean Froissart kam Gaston Fébus, Vicomte von Béarn, im Jahre 1391 in L’Hôpital-d’Orion nach einem Jagdausflug ums Leben. Manche Historiker glauben, dass er von einer großen Freude über den Tod seines Erzfeindes Jean III., Graf von Armagnac und Rodez, befallen war. Gaston Fébus erfrischte sich mit kaltem Wasser und verstarb. Er ist in Orthez beigesetzt.
Toponyme und Erwähnungen von L’Hôpital-d’Orion waren:
- espitau d’Orion (1255, fors de Béarn (Manuskript aus dem 14. Jahrhundert)),
- l’espitau d’Aurion (1334, Notare von Navarrenx),
- l’hopital d’Érion (Jean Froissart),
- la Commande de Aurion (1537, Manuskriptsammlung des 16. bis 18. Jahrhunderts),
- Sainte-Marie-Magdaleine de l’Hospital d’Orion (1620, Veröffentlichungen des Bistums Oloron),
- l’Hopital-d’Orion (1750, Karte von Cassini),
- L’Hopital (1793, Notice Communale),
- L’Hôpital (1801, Bulletin des lois) und
- Hôpital-d’Orion (1863, Dictionnaire topographique du département des Basses-Pyrénées).[4][5][6]

### Einwohnerentwicklung
Nach dem Höchststand der Einwohnerzahl von über 600 in der ersten Hälfte des 19. Jahrhunderts reduzierte sich die Zahl bei kurzen Erholungsphasen bis zu den 1990er Jahren auf rund 120 Einwohner. Ein besonders markanter Verlust von 30 % ist allein zwischen 1911 und 1921 zu verzeichnen. Mit der Jahrtausendwende setzte eine gewisse Stabilisierung auf einem Niveau von rund 150 Einwohnern ein.
| Jahr      | 1962 | 1968 | 1975 | 1982 | 1990 | 1999 | 2006 | 2009 | 2022 |
| --------- | ---- | ---- | ---- | ---- | ---- | ---- | ---- | ---- | ---- |
| Einwohner | 175  | 160  | 132  | 132  | 127  | 143  | 164  | 159  | 131  |

## Sehenswürdigkeiten

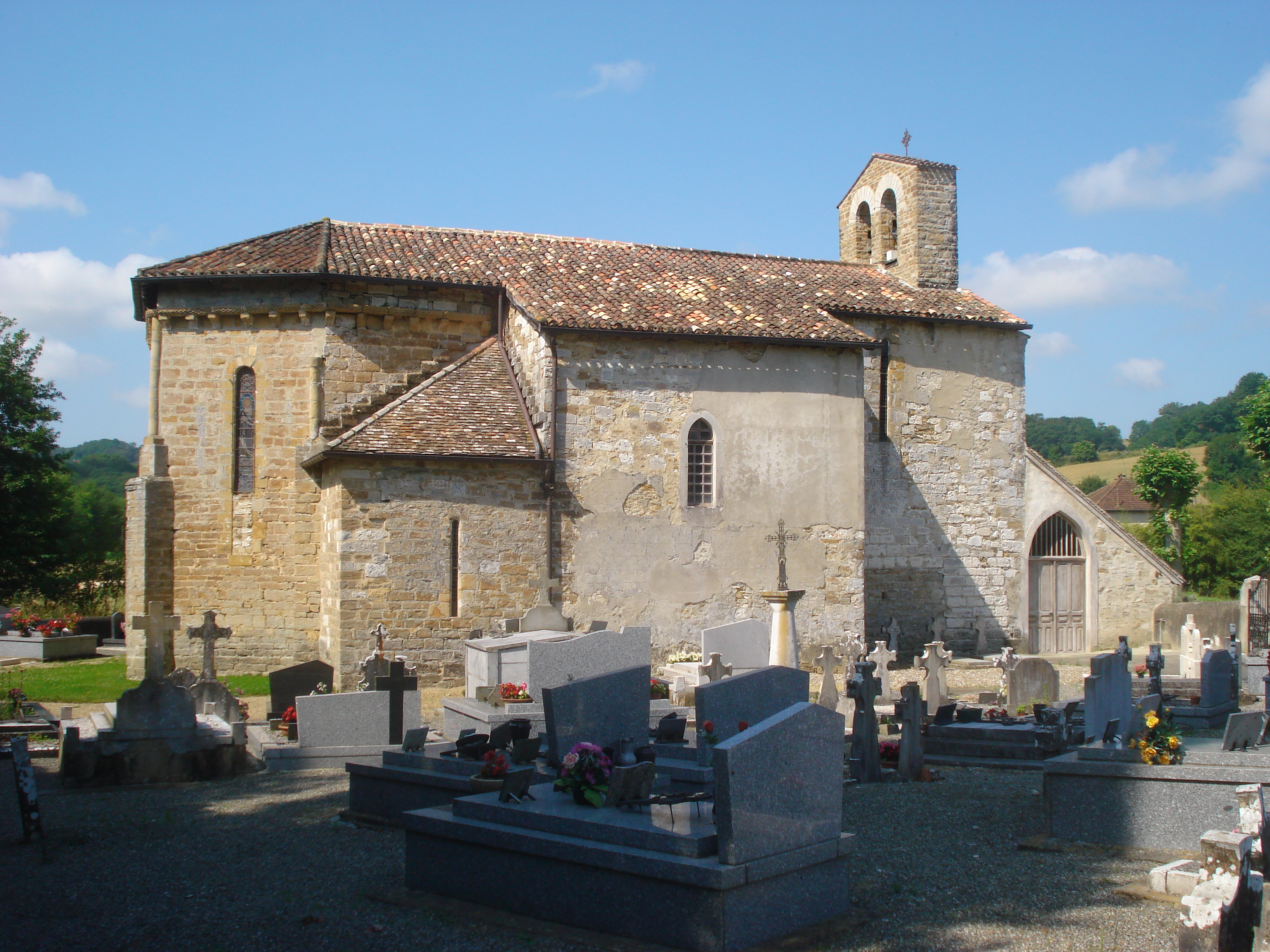
Pfarrkirche Sainte-Madeleine von L’Hôpital-d’Orion

### Pfarrkirche
Gewidmet Maria Magdalena, ist sie das einzige übrig gebliebene Gebäude der im Jahre 1114 gegründeten Komturei. Die eher schlichte Kirche ist am Ende des 12. Jahrhunderts aus Sandstein der Region im romanischen Stil errichtet. Der Grundriss zeigt die Form eines griechischen Kreuzes, bei dem das Querschiff die gleiche Länge hat wie das Hauptschiff des Langhauses. Ähnliche Bauweisen sind bei den Kirchen in Sauvelade und L’Hôpital-Saint-Blaise anzutreffen. Im 13. Jahrhundert kamen gotische Stilelemente, wie z. B. ein Gewölbe hinzu, das inzwischen durch eine Holztäfelung ersetzt worden ist. Während der Hugenottenkriege wurde die Kirche stark beschädigt und im 20. Jahrhundert vollständig restauriert.
Die dreiseitige Apsis ist mit zwei Kranzkapellen versehen, von denen eine zu einer Sakristei umgewandelt wurde. Die Mauerwinkel der Apsis sind mit kleinen Säulen verziert, die auf Strebepfeilern ruhen. Unterhalb des Daches der Apsis verläuft eine Reihe von verzierten Kragsteinen mit strahlenförmigen, sternenförmigen und geometrischen Motiven, die teilweise noch heute sichtbar sind, teilweise aber von Umwelteinflüssen beschädigt sind. Die Kragsteine tragen ein Gesims aus ausgemeißelten Zylindern.
Ein Eingangsvorbau ist der Westfassade vorgelagert, aus der ein Glockengiebel mit Maueröffnungen für die beiden Glocken emporragt.
Die Pfeiler im Kircheninnern sind reich verziert. Sie bestehen aus mehreren identischen zusammenstehenden Säulen, die von Kapitellen mit Blattornamentik bekrönt werden. Abgeschrägte Kämpferaufsätze auf einfachen Abakussen bilden hierbei den oberen Abschluss. Diese Bauweise ist eine Abwandlung der korinthischen Ordnung im Mittelalter.
Eine Grabplatte aus dem Jahre 1857, deren Oberfläche durch das Übertreten der Gläubigen im Laufe der Zeit poliert ist, befindet sich im Boden der Kirche. Als Verzierung trägt sie eingraviert ein lateinisches Kreuz, den Namen des Verstorbenen, das Todesdatum und eine Aufforderung zum Gebet: „Priez pour lui“ (deutsch Betet für ihn). Für das Seelenheil des Verstorbenen besteht traditionell der Wunsch, möglichst nahe an den Kirchen beerdigt zu werden, eine Grabstätte in der Kirche steht allerdings nur einigen privilegierten Personen zu.
Altar und Altaraufsatz im Chor der Kirche sind im neugotischen Stil erschaffen und wirken trotz ihrer Verzierungen durch die Farbe ihres Naturholzes nüchtern. Sie sind aufeinander abgestimmt, weil sie die gleichen Ornamente zeigen: rautenförmige Tafeln, spitzbogenförmige Blendarkaden und Zierstreifen aus Vierpassen. Der Altaraufsatz besitzt eine Ablageplatte für Kerzenhalter, ist mit einem geschwungenen Kopfteil und in der Mitte mit dem Tabernakel versehen.
Im Gegensatz zum Hauptaltar zeigen der Nebenaltar, der Maria, der Mutter Jesu gewidmet ist, und der zugehörige Aufsatz eine Polychromie mit für die Marienverehrung typischen Farben. Die Vorderseite des eher kleinen Altars zeigt spitzbogenförmige Blendarkaden mit Blattwerk auf blauem Hintergrund sowie einen Zierstreifen aus Vierpassen. Die Spitzbögen auf den Blendarkaden des Altaraufsatz sind schmaler gehalten und trennen Felder, die mit langen Schwertlilien verziert sind. Eine Marienstatue mit Jesuskind ruht auf dem Tabernakel.
Die Kirche besitzt einen weiteren Altar, der Josef von Nazaret gewidmet ist. Er ist aus weißem Marmor mit grauer Maserung geschaffen und zeigt gotische Blendarkaden auf seiner Vorderseite. Die beiden seitlichen Arkaden mit Dreipassbögen umfassen Felder, die mit Blumen verziert sind, die ein Monogramm der Buchstaben „A“ und „C“ darstellen. Die mittlere Arkade hat einen weiten Korbbogen und umschließt eine Figurszene, die möglicherweise den Tod des Lazarus darstellt.
Glasfenster der Kirche zeigen Darstellungen der Heiligen Paulus, Petrus und Magdalena, der Schutzpatronin der Kirche, die sich harmonisch in die romanische Architektur einfügen. Paulus wird in einem weiten Mantel dargestellt, das heilige Buch in seiner Hand. Eine Fensterrose und ein Wappen schmücken die Felder oberhalb und unterhalb der Figur aus. Petrus wird mit seinem traditionellen Attribut, dem Schlüssel, den er in seiner Hand hält, dargestellt. Bei diesem Fenster sind es ein Blumenmotiv und ein Wappen, die die Felder oberhalb und unterhalb ausfüllen. Das Fenster mit der Darstellung der Maria Magdalena ist zweifellos gegen Ende des 19. oder zu Beginn des 20. Jahrhunderts entstanden, als das Interesse an farbigen Bleiglasfenstern in den Kirchen der Region neu auflebte.

### Statue des Apostels Jakobus
Die Gemeinde befindet sich an der Via Lemovicensis, auch Straße des Limousin oder Straße von Vézelay, da dieser Jakobsweg dort seinen Ausgangspunkt hat. Die Statue, unweit der Pfarrkirche gelegen, stellt den heiligen Jakob in Pilgerkleidung dar, mit Reiseumhang, Hut mit Pilgermuschel, Wanderstab und Gürteltasche. Sie soll an die große Zeit der Pilgerfahrten erinnern, die heute noch andauert.

### Statue des Jubeljahres
Ebenfalls unweit der Pfarrkirche und der Statue des Apostels Jakobus erinnert eine große Christusfigur an das erste Jubeljahr im 20. Jahrhundert. Die einfarbig weiße Statue steht etwas schief geneigt auf einem großen Felsen, der offensichtlich nicht ganz fest mit der Erde fixiert ist. Jubeljahre finden all 25 Jahre statt, in denen gläubige Katholiken einen vollständigen Ablass erhalten, wenn sie bestimmte Auflagen erfüllen, wie z. B. Beichte, Spenden, bestimmte Gebete, Wallfahrt zu den bedeutendsten Basiliken Roms. Obgleich das Jubeljahr 1900 am 24. Dezember des gleichen Jahres zu Ende gegangen war, wurden die meisten dieser Statuen erst 1901 aufgestellt, so wie diese in L’Hôpital-d’Orion.

## Wirtschaft und Infrastruktur

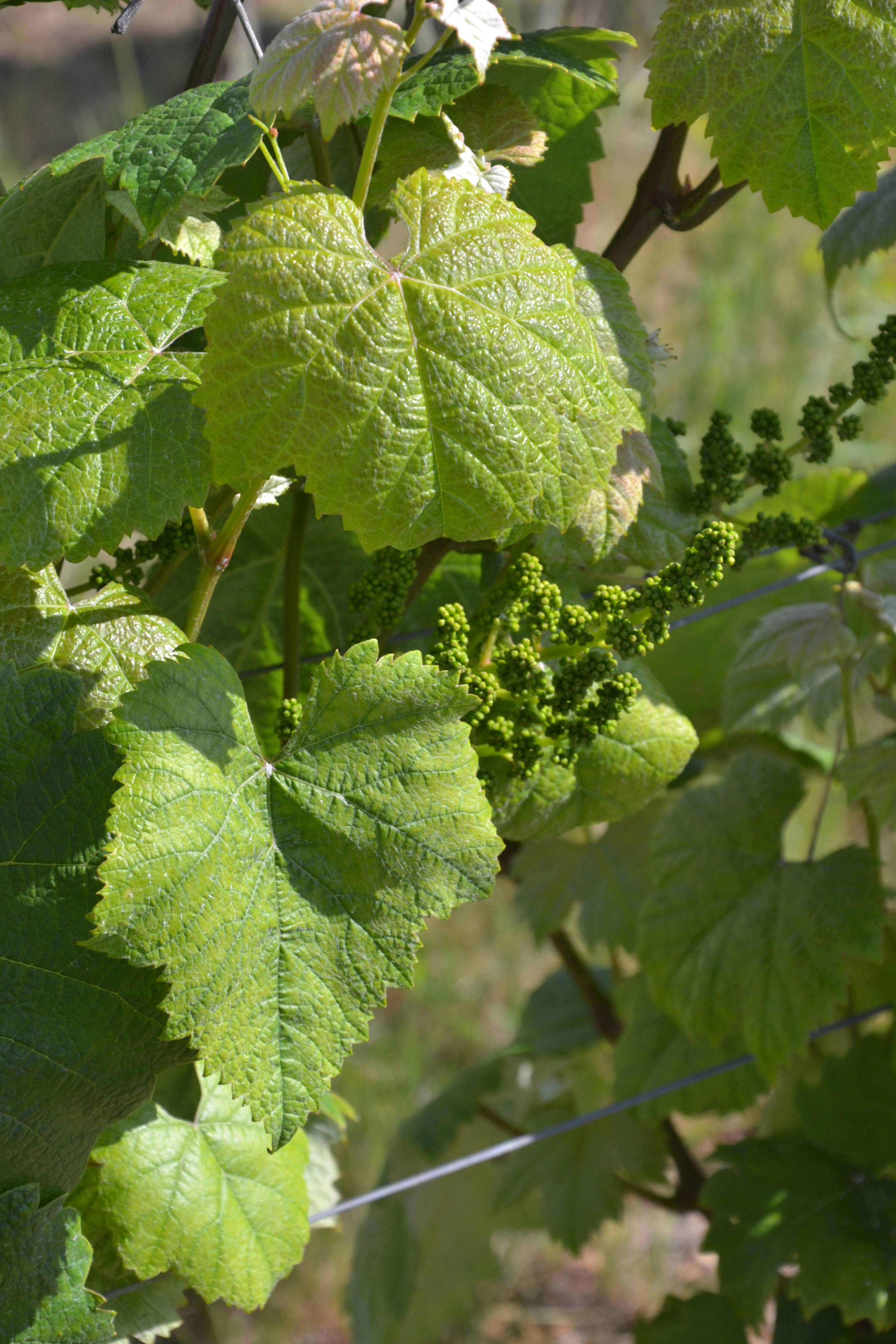
Weinrebe auf einem Weinberg der AOC Béarn

Die Wirtschaft der Gemeinde wird in erster Linie durch die Landwirtschaft bestimmt. L’Hôpital-d’Orion liegt in den Zonen AOC des Weinbaugebiets Béarn, des Ossau-Iraty, ein traditionell hergestellter Schnittkäse aus Schafmilch, sowie der Schweinerasse und des Schinkens „Kintoa“.

### Sport und Freizeit
Der Fernwanderweg GR 654 von Namur in Belgien über Vézelay nach Montréal-du-Gers im Département Gers führt durch die Gemeinde.

### Verkehr
L’Hôpital-d’Orion wird durchquert von den Routes départementales 23, 30 und 266.